# U Camelopardalis
U Camelopardalis är en halvregelbunden variabel av SRB-typ i stjärnbilden Giraffen. 
Stjärnan varierar mellan magnitud +11,0 och 12,8. 